# Daito-rju Aiki-džiju-džicu
Daito-rju Aiki-džiju-džicu (jap. 大東流 合気柔術; Daitō-ryū Aiki-jūjutsu), izvorno poznata kao Daito-rju džiju-džicu (大東流柔術 Daitō-ryū Jūjutsu), škola japanske borilačke vještine džiju-džicu.

## Povijest
Daito-rju Aiki-džiju-džicu je postala poznata u ranom 20. stoljeću, pod vodstvom majstora Sokaku Takede, koji ju je prvi i otkrio javnosti. Takeda je poznavao nekoliko borilačkih vještina, a podučavao je stil zvan kao "Daitō-ryū" (Velika istočna škola). Iako se tradicija stila proteže stoljećima unatrag u japanskoj povijesti, nema poznatih postojećih zapisa o Daito-rju prije Takede. Bez obzira smatra li se Takeda obnoviteljem ili utemeljiteljem vještine, poznata povijest Daito-rju započinje s njim. Takedin najpoznatiji učenik bio je Morihei Ueshiba, osnivač aikida.

## Vanjske poveznice
- Daito-ryu Aiki-jujutsu